# Светско првенство у пливању 2007.
Светско првенству у пливању 2007 одржало се у оквиру 12. Светског првенства у воденим спортовима у Мелбурну у Аустралији од 25. марта до 1. априла 2007. године. Такмичење се одвијало на базену „Сузи О’Нил“ у Мелбурну.
За осам дана такмичења оборено је 15 светских рекорда (СР), од тога 2 у полуфиналу, плус још 12 рекорда светских првенстава (РСП), од којих су два оборена у полуфиналним тркама. Најбољи пливач на првенству је Американац Мајкл Фелпс, који је освојио 7 златних медаља и оборио 5 светских рекорда 4 појединачно и један у штафетној трци. Тиме је званично постао најуспешнији пливач светских првенстава, оборивши досадшњи рекорд Ијана Торпа који је на Светском првенству у Фукоки 2001. освојио 6 златних медаља. 

## Мушки
| Дисциплина       | Злато                                                                       | Злато       | Сребро                                                                                | Сребро   | Бронза                                                                               | Бронза   |
| 50 м слободно    | Бенџамин Вајлдмен-Тобринер Сједињене Државе                                 | 21,88       | Кален Џоунс · Сједињене Државе                                                        | 21,94    | Стефан Нистранд · Шведска                                                            | 21,97    |
| 100 м слободно   | Филипо Мањини · Италија · Брент Хејден · Канада                             | 48,43       |                                                                                       |          | Ејмон Саливан · Аустралија                                                           | 48,47    |
| 200 м слободно   | Мајкл Фелпс · Сједињене Државе                                              | 1:43,86 СР  | Питер ван дер Хогенбанд · Холандија                                                   | 1:46,28  | Парк Те Хван · Јужна Кореја                                                          | 1:46,73  |
| 400 м слободно   | Парк Те Хван · Јужна Кореја                                                 | 3:44,30     | Усама Мелули · Тунис                                                                  | 3:45,12  | Грант Хакет · Аустралија                                                             | 3:45,43  |
| 800 м слободно   | Усама Мелули · Тунис                                                        | 7:46,95     | Пжемислав Стањчик · Пољска                                                            | 7:47,91  | Крејг Стивенс · Аустралија                                                           | 7:48,67  |
| 1.500 м слободно | Матеуш Савримович · Пољска                                                  | 14:45,94    | Јуриј Приљуков · Русија                                                               | 14:47,29 | Дејвид Дејвис · Уједињено Краљевство                                                 | 14:51,21 |
| 50 м леђно       | Герхард Зандберг · Јужна Африка                                             | 24:98       | Томас Рупрат · Немачка                                                                | 25:20    | Лијам Тенкок · Уједињено Краљевство                                                  | 25:23    |
| 100 м леђно      | Арон Пирсол · Сједињене Државе                                              | 52,98 СР    | Рајан Локти · Сједињене Државе                                                        | 53,50    | Лијам Тенкок · Уједињено Краљевство                                                  | 53,61    |
| 200 м леђно      | Рајан Локти Сједињене Државе                                                | 1:54,32 СР  | Арон Пирсол · Сједињене Државе                                                        | 1:54,80  | Маркус Роган · Аустрија                                                              | 1:56,02  |
| 50 м прсно       | Олег Лисогор · Украјина                                                     | 27,66       | Брендан Хансен · Сједињене Државе                                                     | 27,69    | Камерон ван дер Бург · Јужна Африка                                                  | 27,88    |
| 100 м прсно      | Брендан Хансен · Сједињене Државе                                           | 59,80       | Косуке Китаџима · Јапан                                                               | 59,96    | Брентон Рикард · Аустралија                                                          | 1:00,58  |
| 200 м прсно      | Косуке Китаџима · Јапан                                                     | 2:09,80     | Брентон Рикард · Аустралија                                                           | 2:10,99  | Лорис Фачи · Италија                                                                 | 2:11,03  |
| 50 м делфин      | Роланд Схуман · Јужна Африка                                                | 23,18       | Ијан Крокер · Сједињене Државе                                                        | 23,47    | Јакоб Андкјер · Данска                                                               | 23,56    |
| 100 м делфин     | Мајкл Фелпс · Сједињене Државе                                              | 50,77       | Ијан Крокер · Сједињене Државе                                                        | 50,82    | Алберт Алтес Субиратес · Венецуела                                                   | 51,82    |
| 200 м делфин     | Мајкл Фелпс · Сједињене Државе                                              | 1:52,09 СР  | Ву Пенг · Кина                                                                        | 1:55,13  | Николај Скворцов Русија                                                              | 1:55,22  |
| 200 м мешовито   | Мајкл Фелпс · Сједињене Државе                                              | 1:54,98 СР  | Рајан Локти · Сједињене Државе                                                        | 1:56,19  | Ласло Чех · Мађарска                                                                 | 1:56,92  |
| 400 м мешовито   | Мајкл Фелпс · Сједињене Државе                                              | 4:06,22 СР  | Рајан Локти · Сједињене Државе                                                        | 4:09,74  | Лука Марин · Италија                                                                 | 4:09,88  |
| 4х100 м слободно | Сједињене Државе · Мајкл Фелпс · Нил Вокер · Кален Џоунс · Џејсон Лезак     | 3.12,72 РСП | Италија · Масимилијано Росолино · Алесандро Калви · Кристијан Галенда · Филипо Мањини | 3:14,04  | Француска · Фабјен Жило · Фредерик Буске · Жилијен Сико · Ален Бернар                | 3:14,68  |
| 4х200 м слободно | Сједињене Државе · Мајкл Фелпс · Рајан Локти · Клит Келер · Питер Вандеркај | 7:03,24 СР  | Аустралија · Патрик Марфи · Ендру Мјуинг · Грант Бритс · Кенрик Монк                  | 7:10,05  | Канада · Брајан Џоунс · Брент Хејден · Ричард Сеј · Ендру Херд                       | 7:10,70  |
| 4х100 м мешовито | Аустралија · Мет Велш · Брентон Рикард · Ендру Лотерстин · Ејмон Саливан    | 4:34,93     | Јапан · Томоми Морита · Косуке Катаџима · Такаши Јамамото · Даисуке Косокава          | 4:35,16  | Русија · Аркадиј Вјачанин · Дмитриј Коморњиков · Николај Скворцов · Јевгениј Лагунов | 4:35,51  |

### Биланс медаља у пливању, мушки
|     | Држава               | Злато | Сребро | Бронза | Укупно |
| 1.  | Сједињене Државе     | 11    | 8      | -      | 19     |
| 2.  | Јужна Африка         | 2     | -      | 1      | 3      |
| 3.  | Аустралија           | 1     | 2      | 4      | 7      |
| 4.  | Јапан                | 1     | 2      | -      | 3      |
| 5.  | Италија              | 1     | 1      | 2      | 4      |
| 6.  | Пољска               | 1     | 1      | -      | 2      |
| 7.  | Тунис                | 1     | 1      | -      | 2      |
| 8.  | Јужна Кореја         | 1     | -      | 1      | 2      |
|     | Канада               | 1     | -      | 1      | 2      |
| 10. | Украјина             | 1     | -      | -      | 1      |
| 11. | Русија               | -     | 1      | 2      | 3      |
| 12. | Холандија            | -     | 1      | -      | 1      |
|     | Кина                 | -     | 1      | -      | 1      |
|     | Немачка              | -     | 1      | -      | 1      |
| 15. | Уједињено Краљевство | -     | -      | 3      | 3      |
| 16. | Аустрија             | -     | -      | 1      | 1      |
|     | Венецуела            | -     | -      | 1      | 1      |
| .   | Данска               | -     | -      | 1      | 1      |
|     | Мађарска             | -     | -      | 1      | 1      |
|     | Француска            | -     | -      | 1      | 1      |
|     | Шведска              | -     | -      | 1      | 1      |
|     | Укупно {21}          | 21    | 19     | 20     | 60     |

## Жене
| Дисциплина             | Злато                                                                       | Злато        | Сребро                                                                         | Сребро   | Бронза                                                                         | Бронза   |
| 50 м слободно          | Лизбет Лентон · Аустралија                                                  | 24,53        | Тересе Алсхамар · Шведска                                                      | 24,62    | Марлен Велдхојс · Холандија                                                    | 24,70    |
| 100 м слободно         | Лизбет Лентон · Аустралија                                                  | 53,40 РСП    | Марлен Велдхојс · Холандија                                                    | 53,70    | Брита Штефен · Немачка                                                         | 53,74    |
| 200 м слободно         | Лор Маноду · Француска                                                      | 1:55,52 СР   | Аника Лурц · Немачка                                                           | 1:55,68  | Федерика Пелегрини · Италија                                                   | 1:56,97  |
| 400 м слободно         | Лор Маноду · Француска                                                      | 4:02,61 РСП  | Отилија Јенджејчак · Пољска                                                    | 4:04,23  | Ај Шибата · Јапан                                                              | 4:05,19  |
| 800 m слободно         | Кејт Зиглер · Сједињене Државе                                              | 8:18,52 РСП  | Лор Маноду · Француска                                                         | 8,18,80  | Хејли Пирсол · Сједињене Државе                                                | 8:26,41  |
| 1.500 m слободно       | Кејт Зиглер · Сједињене Државе                                              | 15:53,05 РСП | Флавија Ригамонти · Швајцарска                                                 | 15:55,38 | Ај Шибата · Јапан                                                              | 15:55,55 |
| 50 m леђно             | Лејла Вазири · Сједињене Државе                                             | 28,16 СР     | Александра Херасимења · Белорусија                                             | 28,46    | Тејлија Зимер · Аустралија                                                     | 28,50    |
| 100 m леђно            | Натали Коглин · Сједињене Државе                                            | 59,44 СР     | Лор Маноду · Француска                                                         | 59,87    | Реико Накамура · Јапан                                                         | 1:00,40  |
| 200 m леђно            | Маргарет Холзер · Сједињене Државе                                          | 2:07,16 РСП  | Керсти Ковентри · Зимбабве                                                     | 2:07,54  | Реико Накамура · Јапан                                                         | 2:08,54  |
| 50 m прсно             | Џесика Харди · Сједињене Државе                                             | 30,63        | Лајзел Џоунс · Аустралија                                                      | 30,70    | Тара Керк · Сједињене Државе                                                   | 31,05    |
| 100 м прсно            | Лајзел Џоунс · Аустралија                                                   | 1:05,72 РСП  | Тара Керк · Сједињене Државе                                                   | 1:06,34  | Ана Хлистунова · Украјина                                                      | 1:07,27  |
| 200 м прсно            | Лајзел Џоунс · Аустралија                                                   | 2:21.84      | Кристи Белфор · Уједињено Краљевство · Меган Хендрик Сједињене Државе          | 2:25.94  |                                                                                |          |
| 50 м делфин            | Тересе Алсхамар · Шведска                                                   | 25,91        | Дени Мјатке · Аустралија                                                       | 26,05    | Инге Декер Холандија                                                           | 26,11    |
| 100 делфин             | Лизбет Лентон Аустралија                                                    | 57.15 РСП    | Џесика Шипер Аустралија                                                        | 57.24    | Натали Коглин Сједињене Државе                                                 | 57.34    |
| 200 делфин             | Џесика Шипер Аустралија                                                     | 2:06.39      | Кимберли Ванденберг Сједињене Државе                                           | 2:06.71  | Отилија Јенджејчак Пољска                                                      | 2:06.90  |
| 200 мешовито           | Кејти Хоф Сједињене Државе                                                  | 2:10.13 РСП  | Керсти Ковентри Зимбабве                                                       | 2:10.76  | Стефани Рајс Аустралија                                                        | 2:11.42  |
| 400 мешовито           | Кејти Хоф Сједињене Државе                                                  | 4:32,89 СР   | Јана Мартинова Русија                                                          | 4:40,14  | Стефани Рајс Аустралија                                                        | 4:41,19  |
| 4х100 слободно штафета | Аустралија · Лизбет Лентон · Мелани Шлангер · Шејн Рис · Џоди Хенри         | 3:35,48 РСП  | Сједињене Државе · Натали Коглин · Лејси Нимајер · Аманда Вир · Кара Лин Џојс  | 42,27    | Холандија · Инге Декер · Раноми Кромовиђојо · Фемке Хемскерк · Марлен Велдхојс | 42,54    |
| 4х200 слободно штафета | Сједињене Државе · Натали Коглин · Дејна Волмер · Лејси Нимајер · Кејти Хоф | 7:50.09 СР   | Немачка · Мајке Фрајтаг · Брита Штефен · Петра Далман · Аника Лурц             | 7:53.82  | Француска · Алена Попчанка · Софи Ибер · Орор Монжел · Лор Маноду              | 7:55.96  |
| 4х100 мешовито штафета | Аустралија · Емили Сибом · Лајзел Џоунс · Џесика Шипер · Лизбет Лентон      | 3:55,74 СР   | Сједињене Државе · Натали Коглин · Тара Керк · Рејчел Комисарз · Лејси Нимајер | 3:58,31  | Кина · Лонгзи Сјутан · Нан Луо · Јафеј Џу · Јанвеј Су                          | 4:01,97  |

### Биланс медаља у пливању, жене
|     | Држава               | Злато | Сребро | Бронза | Укупно |
| 1.  | Сједињене Државе     | 9     | 5      | 3      | 17     |
| 2.  | Аустралија           | 8     | 3      | 3      | 14     |
| 3.  | Француска            | 2     | 2      | 1      | 5      |
| 4.  | Шведска              | 1     | 1      |        | 1      |
| 5.  | Немачка              | -     | 2      | 1      | 3      |
| 6.  | Зимбабве             | -     | 2      | -      | 2      |
| 7.  | Холандија            | -     | 1      | 3      | 4      |
| 8.  | Пољска               | -     | 1      | 1      | 2      |
| 9.  | Белорусија           | -     | 1      | -      | 1      |
|     | Русија               | -     | 1      | -      | 1      |
|     | Уједињено Краљевство | -     | 1      | -      | 1      |
|     | Швајцарска           | -     | 1      |        | 1      |
| 13. | Јапан                | -     | -      | 4      | 4      |
| 14. | Италија              | -     | -      | 1      | 1      |
|     | Кина                 | -     | -      | 1      | 1      |
|     | Украјина             | -     | -      | 1      | 1      |
|     | Укупно {16}          | 20    | 21     | 19     | 60     |

## Биланс медаља укупно
|     | Држава               | Злато | Сребро | Бронза | Укупно |
| 1.  | Сједињене Државе     | 20    | 13     | 3      | 36     |
| 2.  | Аустралија           | 9     | 5      | 7      | 21     |
| 3.  | Француска            | 2     | 2      | 2      | 6      |
| 4.  | Јужна Африка         | 2     | -      | 1      | 3      |
| 5.  | Јапан                | 1     | 2      | 4      | 7      |
| 6.  | Пољска               | 1     | 2      | 1      | 4      |
| 7.  | Италија              | 1     | 1      | 3      | 5      |
| 8.  | Шведска              | 1     | 1      | 1      | 3      |
| 9.  | Тунис                | 1     | 1      | -      | 2      |
| 10. | Јужна Кореја         | 1     | -      | 1      | 2      |
|     | Канада               | 1     | -      | 1      | 2      |
|     | Украјина             | 1     | -      | 1      | 2      |
| 13. | Немачка              | -     | 3      | 1      | 4      |
| 14. | Холандија            | -     | 2      | 3      | 5      |
| 15. | Русија               | -     | 2      | 2      | 4      |
| 16. | Зимбабве             | -     | 2      | -      | 2      |
| 17. | Уједињено Краљевство | -     | 1      | 3      | 4      |
| 18. | Кина                 | -     | 1      | 1      | 2      |
| 19. | Белорусија           | -     | 1      | -      | 1      |
|     | Швајцарска           | -     | 1      | -      | 1      |
| 21. | Аустрија             | -     | -      | 1      | 1      |
|     | Данска               | -     | -      | 1      | 1      |
| .   | Мађарска             | -     | -      | 1      | 1      |
|     | Венецуела            | -     | -      | 1      | 1      |
|     | Укупно {24}          | 41    | 40     | 39     | 120    |

## Пласман репрезентативаца Србије
На овом светском првенству учествовала су три пливача, која су представљала Србију са следећим успехом:
- Милорад Чавић, ПК „Партизан“ Београд
  - 6. место од 160 такмичара на 50 m делфин са државним рекордом 23,70 (државни рекорд је обарао и у квалификацијама и у полуфиналу)
  - 6. место од 123 такмичара на 100 m делфин у времену 52,53. Најбоље је пливао у квалификацијама, када је оборио државни рекорд 51,70. Са тим резултатом у финалу би био трећи.
- Младен Тепавчевић, ПК „Партизан“ Београд
  - 13. место од 136 такмичара на 50 m прсно у времену 28,38. У полуфиналу је пливао 28,24
  - 33. место од 123 такмичара на 100 m прсно у времену 1:02,80.
- Мирослава Најдановски ПК „Пролетер“ Зрењанин
  - 35. место од 143 такмичарке на 50 m слободно у времену 26,73.
  - 35/36. место од 135 такмичара на 100 m слободно са државним рекордом 57,11.

Сви такмичари су испунили олимпијске норме за Олимпијске игре у Пекингу 2008.